# Московское время (объединение)
«Московское время» — литературный альманах, выходивший в «самиздате» в Москве в первой половине 1970-х, литературная группа, образованная некоторыми авторами альманаха, а также литературный клуб, который вёл основатель «Московского времени» Александр Сопровский в 1980-х.

## Альманах
Основные авторы альманаха и группы — поэты Сергей Гандлевский (1952), Александр Казинцев (1953—2020), Бахыт Кенжеев (1950), Александр Сопровский (1953—1990), Алексей Цветков (1947—2022) — познакомились в 1970 году, будучи студентами МГУ (Гандлевский и Сопровский учились на филфаке, Казинцев и Цветков — на журфаке, Кенжеев — на химфаке). Большинство были жители Москвы, Цветков приехал из Запорожья. В этот круг вошла также поэт Татьяна Полетаева, не являвшаяся студенткой университета. Молодые поэты, ставшие членами университетской литературной студии «Луч» под руководством Игоря Волгина, задумали выпускать «самиздатовский» литературный альманах. Первый выпуск «Московского времени», вышедший в 1973 году, был, как и все последующие, отпечатан на машинке и переплетен вручную. В дальнейшем тираж колебался от 7 до 10 экземпляров. В течение четырёх лет вышло шесть выпусков «Московского времени», в основном со стихами авторов альманаха. Публиковались также критические заметки и рассказы. Иллюстрировал издание художник Михаил Лукичов.
В альманахе печаталось также немало поэтов со стороны, в том случае, если и «гостями» и «хозяевами» ощущалась эстетическая и мировоззренческая общность: Наталия Ванханен, Виталий Дмитриев, Елена Игнатова, Юрий Кублановский, Павел Нерлер, Владимир Сергиенко и др.
После прекращения выхода альманаха в конце 1970-х термин «Московское время» закрепился за основным кругом его авторов, воспринимаемым как распавшаяся литературная группа. Кенжеев и Цветков к этому времени эмигрировали, Казинцев отошёл от группы, примкнув к «почвенническим» литературным кругам, связанным с журналом «Наш современник».

## Литературная группа
В начале 1970-х годов образовалась группа «Московское время», в которую вошли поэты Александр Сопровский, Алексей Цветков, Сергей Гандлевский, Бахыт Кенжеев. Все они были яркие индивидуальности, что-то их объединяло. Размышляя об этом объединяющем начале, Гандлевский писал: "Речь идет о категорическом неприятии советского режима: об убеждении, что объективной реальностью…. жизнь не исчерпывается, потому что за ней стоит тайна… Мы любили литературную традицию и в то же время с подозрением относились к снобизму «хранителей ценностей» и «жрецов всего святого». С другой стороны, самозабвенное растворение в "новоязе « (в данном случае, „новояз“ — это язык советской поэтической риторики) казалось нам скорее поэтическим поражением, чем победой …» Поэты «Московского времени» выработали «свой» стиль: предельная точность, даже «прозаичность» высказывания сочетается с блестящей огранкой стиха, заключённого в строгие рамки литературной нормы.
"В литературном происхождении авторов «Московского времени» было много общего, и далеко отойти друг от друга они пока не успели. Манифест группы не был обнародован (не был даже написан), но какие-то его пункты читались достаточно ясно: возврат к традиции, воссоздание поэтической нормы. Оттачивание стиховой техники. Отчасти и коллективная литературная работа: целенаправленная выработка нормативного стиха и большого стиля (кстати, небезуспешная). Чувствовалось, как им важны «профессиональные навыки». Как они вообще доверяют стиху.
Но и само существование плеяды, крепко повязанной изнутри творческой дружбой и литературной ревностью, — тоже восстановление лучших традиций. Эстетическая позиция группы имела заметную этическую подоплёку: реанимация литературной нормы мыслилась как первое движение к общей (общественной) нормальности. Как борьба с хаосом.
Казалось, что «Московское время» понимает и заявляет себя не только группой, но и школой.
На вопрос «Был ли у „Московского времени“ какой-то творческий манифест, принцип, согласно которому поэт принимался в объединение» вдова поэта и основателя группы «Московское время» Александра Сопровского Татьяна Полетаева отвечала: "Предисловия ко всем выпускам антологии, которые писал Сопровский, — это и есть манифесты. Процитирую его предисловие к последнему выпуску, его тогда «Континенте» не напечатали, была только редакционная статья. «Культурный нонконформизм — не интеллектуальная роскошь, но „жизненное пространство“ поэзии. Такой нонконформизм не подразумевает непременного формального модернизма, подкрепленного дешёвым эпатажем. Независимость не означает забвения традиций (…). Мы пытались (по мере сил и возможностей) отстаивать как высокую традицию русского стиха, так и ответственность литературных отношений и оценок, которая также в традициях русской литературы — но бездарно растрачена в наши дни…»

## Литературный клуб
В первые «перестроечные» годы, в основном благодаря А. Сопровскому, в Москве действовал литературный клуб, «в ознаменование преемственности» названный «Московское время». В обновлённом составе активно участвовали яркие молодые авторы — Дмитрий Веденяпин, Григорий Дашевский, Виктор Санчук, Игорь Болычев. Клуб, прекративший свою работу в 1989 году, стал одним из наиболее авторитетных литературных проектов современной литературной эпохи и оказал существенное эстетическое влияние на многих современных авторов.